# Salviac

Salviac este o comună în departamentul Lot din sudul Franței. În 2009 avea o populație de 1.231 de locuitori.

## Evoluția populației
| An        | 1975 | 1982 | 1990  | 1999  | 2006  | 2009  |
| --------- | ---- | ---- | ----- | ----- | ----- | ----- |
| Populație | 896  | 855  | 1.003 | 1.076 | 1.186 | 1.231 |